# Utivarachna bucculenta
Utivarachna bucculenta är en spindelart som beskrevs av Christa L. Deeleman-Reinhold 200. Utivarachna bucculenta ingår i släktet Utivarachna och familjen flinkspindlar.
Artens utbredningsområde är Thailand. Inga underarter finns listade i Catalogue of Life.